# Våler (Hedmark)
Våler és un municipi situat al comtat d'Innlandet, Noruega. Té 3.760 habitants (2016) i la seva superfície és de 705 km². El centre administratiu del municipi és el poble homònim.

## Informació general

### Nom
Igual que molts topònims grecs, el terme "Våler" està molt lligat a l'entorn natural de la zona. El municipi (originalment la parròquia) és el nom de l'antiga granja Våler (en nòrdic antic: Valir), ja que la primera església va ser construïda en aquest lloc. El nom és la forma plural de la Vall, que significa "clariana al bosc".

### Escut d'armes

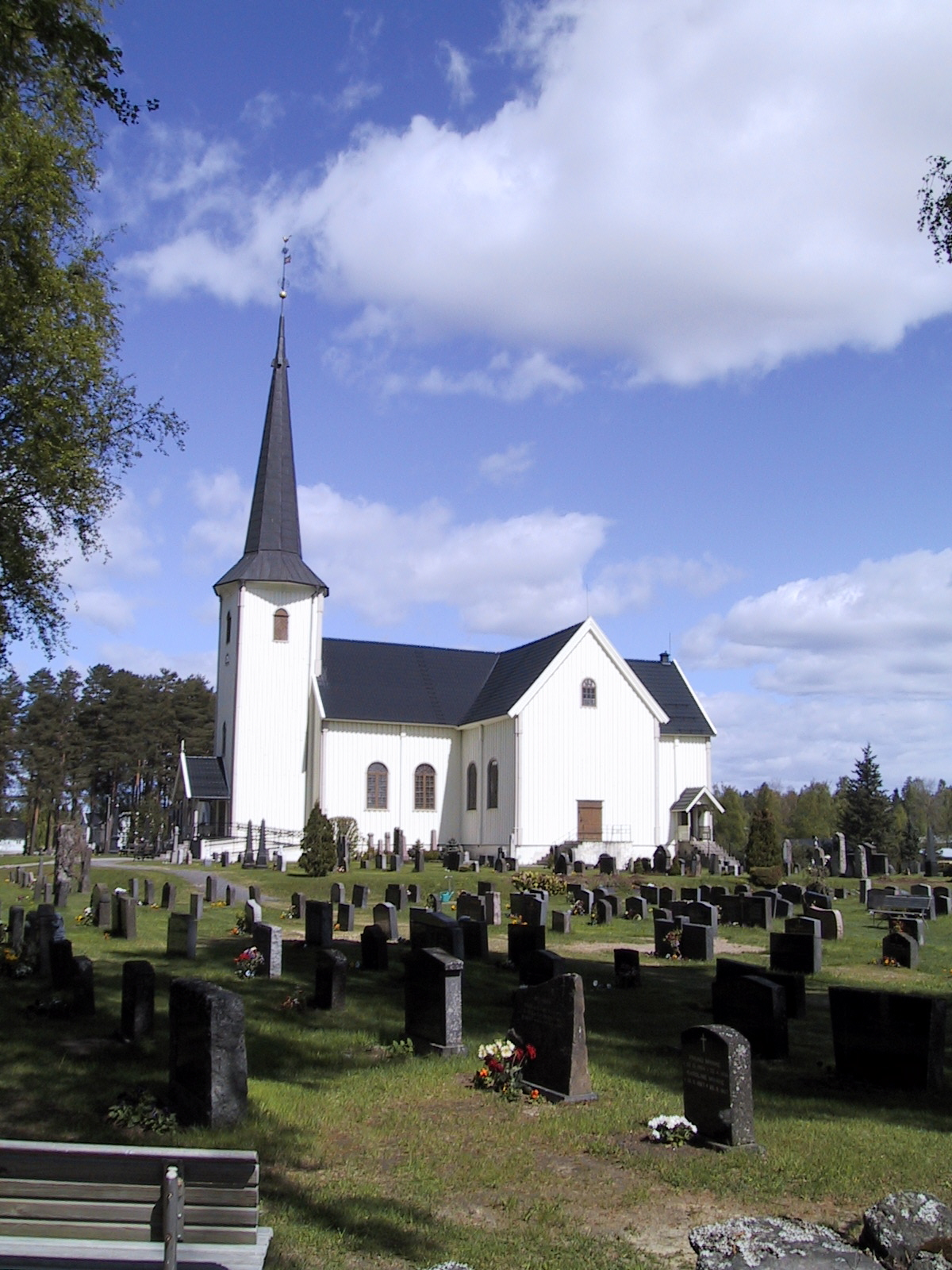
L'església de Våler.

L'escut d'armes és modern. Se'ls va concedir el 7 d'agost de 1987. L'escut mostra una fletxa alada groga cap avall sobre un fons vermell. L'escut es basa en la llegenda que diu que el 1022, el rei Olaf II de Noruega (Sant Olaf) va disparar una fletxa i on la fletxa colpejar el sòl, va construir l'església.

## Geografia
El municipi limita al nord amb Elverum, a l'est amb Trysil i Suècia, al sud amb Åsnes, i a l'oest amb Stange.
El municipi es troba a l'extrem nord del districte de Solør, i es refereix sovint com Våler en Solør. Solør és l'àrea geogràfica que es troba entre les ciutats d'Elverum i de Kongsvinger. A la part est de Solør, a la zona fronterera amb Suècia, es troba la zona coneguda com a Finnskogen.
L'agricultura i silvicultura són les principals indústries al municipi. Amb prop de 90% de la superfície total coberta de boscos, Våler es troba entre els municipis forestals més grans de Noruega. La major part de les zones agrícoles es troben a prop del riu Glomma. El ferrocarril de la Línia de Solør travessa el municipi en la riba oriental del riu.